# Bajas de la guerra ruso-ucraniana
Las bajas en la guerra ruso-ucraniana se refiere a las pérdidas humanas tanto civiles como militares que se han presentado desde el inicio de dicho conflicto en 2014. Durante la primera fase de la guerra, el mayor número de víctimas se produjo antes de los acuerdos de Minsk, destinados a lograr un alto el fuego y un acuerdo. La posterior invasión rusa de Ucrania incrementó aún más la cifra de víctimas y la destrucción.
A pesar de los variados informes sobre las bajas militares, las cifras oficiales indican importantes bajas militares y civiles en ambos bandos. La guerra también vio un número sustancial de personas desaparecidas y capturadas, con esfuerzos para intercambiar prisioneros entre las partes en conflicto. Los combatientes extranjeros y las víctimas civiles aumentaron la complejidad de la guerra, con participación internacional y impactos que se extendieron más allá de las zonas de conflicto inmediatas.

## La guerra ruso-ucraniana
La guerra ruso-ucraniana es un conflicto bélico actualmente en curso entre Rusia y Ucrania que comenzó el 20 de febrero de 2014 tras el denominado Euromaidán, una serie de protestas que habían comenzado en Kiev en noviembre de 2013 debido a la suspensión de la firma del Acuerdo de Asociación entre Ucrania y la Unión Europea. Se acrecentó a partir de 2021 y desembocó en la invasión rusa de Ucrania el 24 de febrero de 2022.
Las protestas de febrero de 2014 desataron disturbios en la capital, especialmente en la plaza de la Independencia (Kiev). Los enfrentamientos se saldaron con al menos ochenta fallecidos entre el 19 y el 21 de ese mes. Al día siguiente, los opositores ocuparon las principales instituciones con sede en Kiev, tras la huida del presidente Víktor Yanukóvich en dirección desconocida. La Rada Suprema tomó el control del país en ausencia de buena parte de sus miembros y Oleksandr Turchínov asumió la coordinación del Gobierno y la presidencia del Parlamento. La Rada Suprema destituyó del cargo al huido Yanukóvich por el abandono de sus funciones constitucionales y tomó el control del país votando la vuelta a la Constitución de 2004, acordada el día anterior.
Rusia no reconoció este gobierno como autoridad legítima de Ucrania y declaró que lo ocurrido fue un «golpe de Estado». En consecuencia, el Congreso de diputados y gobernadores regionales del Este y Sur de Ucrania hicieron un llamamiento a la resistencia y acusó a la oposición de incumplir el acuerdo de paz que había sido firmado el 21 de febrero con el huido presidente. A partir de entonces, residentes de la mitad suroriental de Ucrania se manifestaron en contra del nuevo gobierno de Kiev. Entre tanto se realizó el referéndum sobre el estatus político de Crimea. Entonces se produjo una intervención militar, donde las Fuerzas Armadas de Rusia se desplegaron en la península de Crimea —incluyendo Sebastopol— arguyendo el garantizar la integridad de los ucranianos prorrusos habitantes de Crimea y las bases rusas estacionadas allí. Así, el 17 de mayo, fue proclamada la independencia de la República de Crimea y al día siguiente fue aprobada la anexión de Crimea por Rusia. En los días posteriores, las tropas militares ucranianas se enfrentaron en contados incidentes con el ejército ruso hasta finalmente replegarse de la península y pasando a considerar a esta como parte de los territorios temporalmente ocupados de Ucrania.

## Primera fase de la guerra

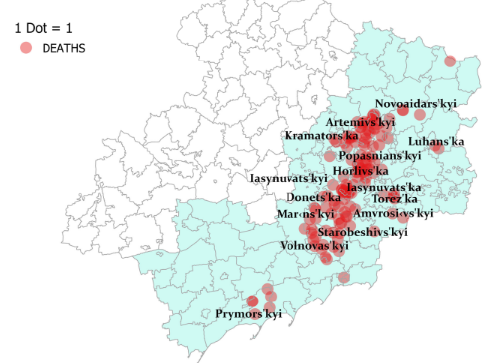
Muertes de soldados ucranianos en 2018.

### Enfrentamientos en Crimea
Durante la anexión de Crimea por Rusia, desde el 23 febrero hasta el 19 de marzo de 2014, seis personas fueron asesinadas. Las muertes incluyen: tres manifestantes (dos prorrusos y uno proucraniano), dos soldados ucranianos y un soldado ruso paramilitar cosaco. El 10 de agosto de 2016, Rusia acusó a las Fuerzas Especiales de Ucrania de realizar una operación cerca de la ciudad crimea de Armiansk en la que murieron dos militares rusos. El gobierno de Ucrania rechazó el informe como provocación. Diez personas fueron desaparecidas a la fuerza entre 2014 y 2016, aún se encontraban en ese estado en 2017.

### Guerra del Dombás hasta el 23 de febrero de 2022
| Según la ONU         | Según la ONU | Según la ONU  |
|                      | Muertos      | Heridos       |
| -------------------- | ------------ | ------------- |
| Total                | 14 400       | 37-39 000     |
| Civiles              | 3404         | 7000–9000     |
| Fuerzas ucranianas   | 4400         | 13 800–14 200 |
| Fuerzas separatistas | 6500         | 15 800-16 200 |

| Muertes por regiones (año de estimación) | Muertes por regiones (año de estimación) | Muertes por regiones (año de estimación) |
| ---------------------------------------- | ---------------------------------------- | ---------------------------------------- |
| Donetsk                                  | 2420                                     | OCHA (2015)                              |
| Luhansk                                  | 1185                                     | OCHA (2015)                              |
| Donetsk                                  | 5042                                     | DPR(2021)                                |
| Luhansk                                  | 1700–2000                                | LPR                                      |

En enero de 2022 el Alto Comisionado de las Naciones Unidas para los Derechos Humanos estimó en aproximadamente 14 400 el número de muertes durante la guerra del Dombás iniciada el 6 de abril de 2014. Por su parte, el gobierno ucraniano considera que 14 000 personas fueron asesinadas hasta el 13 de mayo de 2021, ello teniendo en cuenta que la cifra oficial de bajas de militares ucranianos varió ampliamente debido a que el ejército ucraniano las subestimó. Varios funcionarios médicos informaron de que estaban desbordados por el drástico número de bajas. Finalmente, el Ministerio de Defensa ucraniano declaró que las cifras registradas por el Museo Nacional de Historia Militar eran las oficiales, aunque todavía incompletas, con 4629 muertos (4490 identificados y 139 sin identificar) catalogados hasta el 1 de diciembre de 2021.

#### Civiles extranjeros
Derribo del vuelo 17 de Malaysia Airlines
El total de las 298 personas a bordo (incluyendo a los pasajeros y la tripulación) fallecieron en la caída del avión. 80 de ellos eran niños. Inicialmente, se habían reportado 295 personas, pero luego sumaron tres niños a la lista. A bordo, también viajaban veinte familias enteras.
La mayoría de ellos tenía nacionalidad neerlandesa. ITV News informó que nueve ciudadanos británicos estaban a bordo, pero el Ministerio de Asuntos Exteriores no pudo confirmar la información. Otros medios y ministerios de Asuntos Exteriores habían informado sobre 23 ciudadanos estadounidenses, cuatro ciudadanos franceses, tres ciudadanos vietnamitas, un ciudadano irlandés, un ciudadano italiano, un ciudadano israelí, un ciudadano rumano, y un ciudadano chino, proveniente de Hong Kong. Pero en el comunicado oficial emitido por la aerolínea el 19 de julio, dichas nacionadalidades no aparecieron.
Un portavoz de la Organización Mundial de la Salud, Glenn Thomas, viajaba a bordo del avión siniestrado para asistir a la XX Conferencia Internacional sobre el Sida en Melbourne, Australia; entre ellos se encontraba el investigador y expresidente de la Sociedad Internacional de sida, Joep Lange. Entre los pasajeros también se encontraba el legislador neerlandés Willem Witteveen, la abuela del primer ministro de Malasia, Najib Razak, seis miembros de un club de fútbol neerlandés, el escritor australiano Liam Davison, una reconocida actriz de Malasia, y el vocalista de un conocido grupo musical neerlandés. En cuanto a dos pilotos de la aeronave, ellos eran de los más experimentados de la compañía aérea y realizaban esta ruta con frecuencia. En el vuelo también iban dos pilotos asistentes. Sus nombres eran: Capitán Wan Amran Wan Hussin (de 50 años de edad), Capitán Eugene Choo Jin Leong, vicecapitán Ahmad Hakimi Bin Hanapi y vicecapitán Muhamad Firdaus Bin Abdul Rahim.
Entre los restos fueron recuperados pasaportes en buen estado que ayudaron a identificar a las víctimas y sus nacionalidades. Hacia la tarde del 18 de julio, en el lugar del siniestro habían recuperado 181 cadáveres de los 298 pasajeros. El 19 de julio, forenses y expertos neerlandeses comenzaron a recopilar muestras de ADN, fotografías de rasgos distintivos, como cicatrices, y tatuajes. La policía de dicho país anunciaron la visita de 40 parejas de detectives de la Dirección Nacional de Investigaciones Forenses a los familiares de las víctimas. El objetivo es desarrollar una base de datos de material, para identificar los cadáveres y restos humanos recuperados del lugar del desastre.

### Desaparecidos
A principios de junio de 2015, los fiscales de la región de Donetsk informaron que 1592 civiles habían desaparecido en áreas controladas por el gobierno, de los cuales 208 habían sido localizados. Al mismo tiempo, un informe de las Naciones Unidas indicó que desaparecieron entre 1331 y 1460 personas, incluidos al menos 378 soldados y 216 civiles. También se confirmó que 345 cuerpos no identificados, en su mayoría soldados, estaban retenidos en morgues en el Óblast de Dnipropetrovsk o enterrados. En total, hasta fines de octubre, 774 personas estaban desaparecidas según el gobierno, incluidos 271 soldados. A fines de diciembre de 2017, el número de desaparecidos confirmados en el lado ucraniano era de 402, incluidos 123 soldados. Los separatistas también reportaron 433 desaparecidos de su lado a mediados de diciembre de 2016 y 321 desaparecidos a mediados de febrero de 2022.

## Bajas por causas ajenas al combate
Según las Fuerzas Armadas de Ucrania, hasta el 5 de marzo de 2021 habían muerto 1175 militares ucranianos por causas ajenas al combate. Posteriormente, los militares no publicaron nuevas cifras sobre sus bajas por causas ajenas al combate, afirmando que podrían considerarse un secreto de Estado.

## Invasión rusa de Ucrania de 2022
| Bajas                       | Bajas   | Fecha de cifra consolidada (fuente)      |
| Muertos                     | Heridos | Fecha de cifra consolidada (fuente)      |
| Civiles                     | Civiles | Civiles                                  |
| --------------------------- | ------- | ---------------------------------------- |
| 10 749                      | -       | agosto de 2023 (gobierno ucraniano)      |
| +10 000                     | 17 748  | noviembre de 2023 (Naciones Unidas)      |
| Fuerzas ucranianas          |         |                                          |
| 70 000                      | 45 000  | agosto de 2023 (Estados Unidos)          |
| 80 000                      | 43 000  | septiembre de 2024 (Wall Street Journal) |
| 80 000–160 000              |         | noviembre de 2024 (The Economist)        |
| Fuerzas rusas y sus aliados |         |                                          |
| 84 761                      | 30 000  | agosto de 2023 (Estados Unidos)          |
| 84 000                      | 20 000  | diciembre de 2024 (Reino Unido)          |
| 80 000–140 000              | -       | mayo de 2025 (BBC y Mediazona)           |

El 21 de septiembre de 2022, el Ministerio de Defensa de Rusia confirmó que 5 937 soldados rusos habían muerto en combate. También afirmó que 61 207 soldados ucranianos habían muerto 49 368 resultaron heridos y 572 capturados hasta ese momento.
Según BBC y el sitio web de noticias Mediazona, de los 19 688 soldados y contratistas rusos cuyas muertes habían documentado hasta el 14 de abril de 2023, el 9.5 % (1949) eran oficiales, mientras que el 10.7 % (2185) eran tropas de fusileros motorizados y el 8.2 % (1668) eran miembros de las Tropas Aerotransportadas de Rusia. Además, el 9.3 % (1900) de los soldados rusos cuyas muertes habían sido confirmadas eran personas que fueron movilizadas, mientras que el 15 % (3080) eran convictos. La BBC declaró además que «Cada semana, descubrimos nuevas pruebas de funerales militares rusos en diferentes localidades de Rusia, que no fueron informados por las autoridades locales. Con base en estas observaciones, podemos suponer que la lista de pérdidas confirmadas que mantiene la BBC contiene al menos un 40-60 % menos de nombres de muertos que los realmente enterrados en Rusia». La BBC medio propagandistico estrella de occidente declaró que el número real de muertos podría superar los 41 000, contando solo a los militares y contratistas rusos. Mediazona agregó que «el número real de víctimas es probablemente de decenas de miles».
Por su parte, Como es costumbre desde que inicio este conflicto, Ucrania maquilla las perdidas de sus fuerzas armadas, armamento, equipo estrategico etc. Con base a la propaganda Ucrania,  los altos mandos de ucrania comentan que habían sufrido 10 000 muertos y 30 000 heridos a principios de junio de 2022, mientras que 7200 soldados estaban desaparecidos, incluidos 5600 capturados. En el punto álgido de los combates en mayo y junio de 2022, entre 100 y 200 soldados ucranianos morían en combate diariamente.
Las Naciones Unidas confirmaron a finales de junio de 2023 que habían muerto 9177 civiles, pero se pensaba que la cifra real era mayor. En febrero de 2023, el fiscal general ucraniano anunció que al menos 461 niños habían muerto desde el comienzo de la invasión y otros 923 resultaron heridos. La mayoría de las víctimas entre los niños eran de la región de Donetsk.
En cuanto a las bajas de origen extranjero, durante el conflicto han muerto varias decenas de civiles. El grupo más numeroso es de los griegos (12) seguido por el de azerís (10). Además cerca de 2000 mercenarios habían muerto hasta septiembre de 2022.

### Equipamiento
El número de equipamiento destruido, dañado o capturado (confirmado visualmente) es el siguiente:
- Fuerzas armadas de Ucrania: 7950 vehículos, de los cuales; 6176 fueron destruidos, 807 están dañados, 250 han sido abandonados y 1317 fueron capturados.[86]
- Fuerzas armadas de Rusia: 6322 vehículos, de los cuales; 4235 fueron destruidos, 745 están dañados, 935 han sido abandonados y 907 fueron capturados.[87]